# Lassie - Una nuova avventura
Lassie - Una nuova avventura (Lassie - Ein neues Abenteuer) è un film del 2023 diretto da Hanno Olderdissen. È il sequel del film film Lassie, torna a casa diretto nel 2020 dallo stesso regista.

## Distribuzione
In Italia il film è uscito al cinema il 14 febbraio 2024 distribuito dalla Lucky Red.